# Предзагросский нефтегазоносный район
Предзагросский нефтегазоносный район — нефтегазоносный район. Расположен в южной части Ирана и на северном побережье Персидского залива. Здесь находятся все нефтяные и газовые запасы Ирана. Входит в состав нефтегазоносный бассейн Персидского залива. Район открыт в 1908 году, но первым рождением считается 20-30-е годы XX века, когда были открыты Гечсаран, Агаджари.
Вторым рождением района считаются 60-е годы, когда были открыты основные нефтегазовые месторождения Ирана — Марун, Ахваз, Лулу-Эсфандияр, Ферейдун-Марджан и другие.
В 90-е годы были открыты основные газовые запасы Ирана — Южный Парс, уже конце 90-х годов и начале XXI века были открыты Фердоус, Ядараван, Кушк, Андимекш и другие.
Осадочный чехол нефтегазоносной района сложен палеозойскими отложеними.